# S-31
S-31 (imenovana tudi S31, krajše za Soseska-31) je izrazita urbana stanovanjska soseska v Mariboru, na področju Mestne četrti Pobrežje. Nahaja se v prostoru ob Čufarjevi cesti in Ulici Veljka Vlahoviča ter je obdana s Hutterjevo kolonijo in številno individualno stanovanjsko gradnjo.
Soseska je bila zgrajena v letih 1977 do 1986 in obsega površino 11,47 ha ter spada v ti. III. fazo gradnje sosesk v Mariboru. Sosesko obkrožata dve prometnici, Čufarjeva cesta in Ulica Veljka Vlahoviča. S-31 ima notranje omrežje cest, ki se priključijo na že omenjeni prometnici. Urbanistična zasnova je izrazito razgibana in razvlečena, saj je bila soseska umeščena v že obstoječe stanovanjsko območje, tako da ne tvori zaključene celote, ampak se nadaljuje v naselje individualnih stanovanjskih hiš. Tlorisna zasnova objektov je v obliki črk C in L, bloki so verižno terasnega tipa in grajeni v nakazani karejski zazidavi. 
Načrtovalci so ji poskušali namenili vlogo samozadostne skupnosti. V središču je bil tako leta 1981 zgrajen vrtec, majhna trgovina, frizerski salon, pošta in kavarna. V neposredni bližini se nahajajo številni trgovski centri (Tuš, Lidl, Hofer, Mercator, Eurospin). 
Soseska je priključena na skupno kotlovnico zgrajeno leta 1977, ki se nahaja v središču, neposredno ob vrtcu. V začetku je kotlovnica stanovanjske bloke ogrevala na kurilno olje, nakar jo je novi upravljavec Petrol v celoti prenovil, vključno s črpalkami, toplotnimi postajami in vročevodom. V zvezi s kotlovnico sicer obstajajo tudi nekatera nerešena zemljiško-knjižna vprašanja.
V S-31 je veliko zelenih površin, igrišč in prostorov za druženje stanovalcev. Dostop do soseske je mogoč z mestnim prometom, z linijo 16. 